# Geni immediati precoci
I Geni Immediati Precoci (IEG, dall'inglese Immediate Early Genes) sono geni che vengono attivati in maniera repentina e transitoria in risposta ad una grande varietà di stimoli cellulari. Essi rappresentano un meccanismo di risposta precoce che viene attivato a livello trascrizionale, prima ancora che le altre proteine vengano sintetizzate. È per questa caratteristica che gli IEG si distinguono dai Geni dalla risposta tardiva, che saranno attivati in un secondo momento e, solitamente, in maniera più consistente. I Geni immediati precoci sono quindi stati chiamati anche i geni dell'"accesso alla risposta genomica". Tale termine è generico, e può indicare dalle prime proteine virali prodotte in seguito all'infezione alle proteine cellulari prodotte in seguito a stimolazioni.
Finora sono stati individuati più di 40 IEG. I più conosciuti e meglio caratterizzati includono c-fos, c-myc e c-jun, geni che si è scoperto essere omologhi ad alcuni oncogeni retrovirali.
Nel loro ruolo di "accesso alla risposta genomica" molti prodotti degli IEG sono fattori di trascrizione, altri fattori leganti il DNA. In ogni caso, altre classi importanti di prodotti di IEG includono proteine secrete e proteine del citoscheletro.
Alcuni IEG come zif 268 sono stati scoperti essere implicati in processi di memorizzazione e long term potentiation.